# الدوري الأوروبي 2024–25
الدوري الأوروبي 2024–25 هو الموسم الرابع والخمسين من بطولة الأندية لكرة القدم في أوروبا التي ينظمها الاتحاد الأوروبي لكرة القدم والموسم السادس عشر منذ تسميت المسابقة من كأس الاتحاد الأوروبي إلى الدوري الأوروبي. يشهد هذا الموسم تطبيق تنسيق جديد لأول مرة إذ استبدلت مرحلة المجموعات المكونة من 32 فريقًا بمرحلة دوري مكونة 36 فريقًا. وقد أدى هذا التغيير إلى زيادة إجمالي عدد المباريات في البطولة (باستثناء الجولات التأهيلية) من 141 إلى 189 مباراة. لم يعد يُسمح النظام الجديد للفرق التي خرجت من دوري أبطال أوروبا بالانتقال إلى مرحلة خروج المغلوب في الدوري الأوروبي.
ستُقام المباراة النهائية في 21 مايو 2025 على ملعب سان ماميس في بلباو، إسبانيا. وسيتأهل الفائز بالبطولة إلى دوري أبطال أوروبا 2025–26، وسينافس الفائز بدوري أبطال أوروبا 2024–25 في كأس السوبر الأوروبي 2025.